# Federazione di hockey su ghiaccio della Lettonia
La Federazione lettone di hockey su ghiaccio (lav. Latvijas Hokeja federācija, LHF) è un'organizzazione fondata nel 1931 per governare la pratica dell'hockey su ghiaccio in Lettonia.
Ha aderito all'International Ice Hockey Federation il 22 febbraio 1931.